# Thom Tillis
Thomas Roland Tillis, detto Thom (Jacksonville, 30 agosto 1960), è un politico statunitense, senatore per lo stato della Carolina del Nord dal 2015 ed in precedenza rappresentante statale dal 2007 al 2015. Tillis è membro del Partito Repubblicano.

## Biografia
Nato in Florida, da bambino si spostò in vari stati poiché la sua famiglia si trasferiva spesso. Dopo la scuola superiore trovò lavoro in un'azienda di computer, per poi essere assunto dalla PricewaterhouseCoopers. Stabilitosi definitivamente nella Carolina del Nord, entrò in politica con il Partito Repubblicano, venendo eletto nel 2006 all'interno della legislatura statale, dove rimase per otto anni. Dal 2010 ricoprì anche la carica di presidente dell'assemblea.
Nel 2014 Tillis annunciò la sua candidatura al Senato sfidando la democratica in carica Kay Hagan. La competizione si rivelò molto serrata e alla fine Tillis riuscì a prevalere di misura sulla Hagan venendo eletto senatore. Ricandidatosi nel 2020 per un secondo mandato, ha vinto nuovamente contro il candidato democratico, Cal Cunningham, con una maggioranza di circa 100.000 voti (48,7% contro il 47%). È stata la più costosa campagna elettorale nella storia del Senato federale.
Da sempre discontinuo sostenitore di Trump, nel 2025 si oppone alla riforma fiscale proposta dal tycoon, conflitto politico che gli costa il rinnovo per la conferma come senatore nelle midterm 2026. 

Sposato con Susan, è padre di due figli.